# Buffalo Center
Buffalo Center ist eine Kleinstadt (mit dem Status „City“) im Winnebago County im US-amerikanischen Bundesstaat Iowa. Im Jahr 2010 hatte Buffalo Center 905 Einwohner, deren Zahl sich bis 2013 auf 883 verringerte. Das U.S. Census Bureau hat bei der Volkszählung 2020 eine Einwohnerzahl von 857 ermittelt.

## Geografie
Buffalo Center liegt im Norden Iowas, 13 km südlich der Grenze zu Minnesota. Die vom Mississippi gebildete Grenze Iowas zu Wisconsin verläuft rund 240 km östlich.
Die geografischen Koordinaten von Buffalo Center sind 43°23′09″ nördlicher Breite und 93°56′48″ westlicher Länge. Die Stadt erstreckt sich über eine Fläche von 2,77 km² und ist die größte Ortschaft innerhalb der Buffalo Township.
Nachbarorte von Buffalo Center sind Rake (13,2 km nördlich), Frost in Minnesota (23,7 km in der gleichen Richtung), Thompson (15,4 km östlich), Woden (19,9 km südlich), Titonka (24,2 km südsüdwestlich) und Lakota (12,8 km westlich).
Die nächstgelegenen größeren Städte sind die Twin Cities in Minnesota (Minneapolis und Saint Paul) (230 km nordnordöstlich), Rochester in Minnesota (177 km ostnordöstlich), Wisconsins Hauptstadt Madison (431 km östlich), Dubuque am Schnittpunkt der Bundesstaaten Iowa, Wisconsin und Illinois (358 km ostsüdöstlich), Waterloo (224 km südöstlich), Cedar Rapids (310 km in der gleichen Richtung), Iowas Hauptstadt Des Moines (236 km südlich), Nebraskas größte Stadt Omaha (386 km südwestlich), Sioux City (274 km westsüdwestlich) und South Dakotas größte Stadt Sioux Falls (234 km westlich).

## Verkehr
Der Iowa State Highway 9 führt in West-Ost-Richtung durch das Stadtgebiet von Buffalo Center. Alle weiteren Straßen sind untergeordnete Landstraßen, teils unbefestigte Fahrwege sowie innerörtliche Verbindungsstraßen.
Mit dem Forest City Municipal Airport befindet sich 42 km südöstlich ein kleiner Flugplatz. Die nächsten Großflughäfen sind der Minneapolis-Saint Paul International Airport (227 km nordnordöstlich) und der Des Moines International Airport (246 km südlich).

## Bevölkerung
Nach der Volkszählung im Jahr 2010 lebten in Buffalo Center 905 Menschen in 405 Haushalten. Die Bevölkerungsdichte betrug 326,7 Einwohner pro Quadratkilometer. In den 405 Haushalten lebten statistisch je 2,15 Personen.
Ethnisch betrachtet setzte sich die Bevölkerung zusammen aus 96,1 Prozent Weißen, 0,6 Prozent Afroamerikanern, 0,6 Prozent amerikanischen Ureinwohnern, 0,2 Prozent Asiaten sowie 2,1 Prozent aus anderen ethnischen Gruppen; 0,4 Prozent stammten von zwei oder mehr Ethnien ab. Unabhängig von der ethnischen Zugehörigkeit waren 6,0 Prozent der Bevölkerung spanischer oder lateinamerikanischer Abstammung.
23,1 Prozent der Bevölkerung waren unter 18 Jahre alt, 46,7 Prozent waren zwischen 18 und 64 und 30,2 Prozent waren 65 Jahre oder älter. 53,4 Prozent der Bevölkerung waren weiblich.
Das mittlere jährliche Einkommen eines Haushalts lag bei 32.813 USD. Das Pro-Kopf-Einkommen betrug 24.748 USD. 15,0 Prozent der Einwohner lebten unterhalb der Armutsgrenze.